# Atena Lucana
Atena Lucana é uma comuna italiana da região da Campania, província de Salerno, com cerca de 2.231 habitantes. Estende-se por uma área de 25 km², tendo uma densidade populacional de 89 hab/km². Faz fronteira com Brienza (PZ), Polla, Sala Consilina, San Pietro al Tanagro, Sant'Arsenio, Teggiano.
Era conhecida como Atina durante o período romano.

## Demografia
| Variação demográfica do município entre 1861 e 2011                               |
|                                                                                   |
| Fonte: Istituto Nazionale di Statistica (ISTAT) - Elaboração gráfica da Wikipedia |